# Marek Drabikowski
Marek Jacek Drabikowski (ur. 1 lutego 1949 w Łodzi) – polski wydawca, założyciel wydawnictwa Open.

## Życiorys
Ukończył studia na Wydziale Chemii Uniwersytetu Warszawskiego. Był sygnatariuszem sporządzonej w kręgu KSS „KOR” Deklaracji Ruchu Demokratycznego ogłoszonej w 1977, za co stracił pracę w szkolnictwie. W latach 1977–1980 współpracował z Niezależną Oficyną Wydawnicza, zajmował się tam składem i transportem. Równocześnie prowadził własne wydawnictwo podziemne, w którym wydał 10 książek z zakresu psychologii humanistycznej. W 1979 stracił pracę w Wydawnictwa Naukowo-Technicznych (Terenowa Komisja Odwoławcza przywróciła go do pracy). 
Po sierpniu 1980 działał w Zespole Oświaty Niezależnej Regionu Mazowsze NSZZ „Solidarność”. Został redaktorem naczelnym kwartalnika Idee (pierwszy numer nie ukazał się z uwagi na ogłoszenie stanu wojennego. Od 1 kwietnia 1982 do 12 (lub 13) października 1982 był internowany. Od 1985 kierował razem z Tomaszem Filipczakiem zespołem opracowującym Polską Encyklopedię Niezależną, odpowiadał za literaturę polską, teatr, literaturę rosyjską i czeską. W 1988 przygotował na zlecenie Zespołu Oświaty Niezależnej pięciotomową antologię Bez cenzury. W 1989 opracował pod pseudonimem "Marek Witkowicz" przewodnik Literatura polska po 1939 roku (wyd. PEN), za co otrzymał Nagrodę Kulturalną „Solidarności”.
Od 1990 prowadził wydawnictwo Open.
W 2008 został odznaczony Krzyżem Oficerskim Orderu Odrodzenia Polski.